# Saint-Georges-Motel
Saint-Georges-Motel és un municipi francès situat al departament de l'Eure i a la regió de Normandia. L'any 2007 tenia 953 habitants.

## Demografia

### Població
El 2007 la població de fet de Saint-Georges-Motel era de 953 persones. Hi havia 316 famílies de les quals 52 eren unipersonals (20 homes vivint sols i 32 dones vivint soles), 92 parelles sense fills, 144 parelles amb fills i 28 famílies monoparentals amb fills.
La població ha evolucionat segons el següent gràfic:
Habitants censats

### Habitatges
El 2007 hi havia 396 habitatges, 313 eren l'habitatge principal de la família, 57 eren segones residències i 26 estaven desocupats. 392 eren cases i 1 era un apartament. Dels 313 habitatges principals, 251 estaven ocupats pels seus propietaris, 46 estaven llogats i ocupats pels llogaters i 16 estaven cedits a títol gratuït; 14 tenien dues cambres, 59 en tenien tres, 82 en tenien quatre i 158 en tenien cinc o més. 233 habitatges disposaven pel capbaix d'una plaça de pàrquing. A 125 habitatges hi havia un automòbil i a 175 n'hi havia dos o més.

### Piràmide de població
La piràmide de població per edats i sexe el 2009 era:
| Homes | Edats   | Dones |
| ----- | ------- | ----- |
| 0     | 95 o +  | 0     |
| 4     | 90 a 94 | 8     |
| 4     | 85 a 89 | 4     |
| 0     | 80 a 84 | 4     |
| 12    | 75 a 79 | 16    |
| 8     | 70 a 74 | 16    |
| 16    | 65 a 69 | 12    |
| 28    | 60 a 64 | 28    |
| 16    | 55 a 59 | 32    |
| 20    | 50 a 54 | 12    |
| 36    | 45 a 49 | 40    |
| 40    | 40 a 44 | 44    |
| 40    | 35 a 39 | 56    |
| 40    | 30 a 34 | 44    |
| 24    | 25 a 29 | 12    |
| 36    | 20 a 24 | 32    |
| 44    | 15 a 19 | 52    |
| 32    | 10 a 14 | 24    |
| 28    | 5 a 9   | 24    |
| 32    | 0 a 4   | 12    |

## Economia
El 2007 la població en edat de treballar era de 648 persones, 450 eren actives i 198 eren inactives. De les 450 persones actives 407 estaven ocupades (197 homes i 210 dones) i 43 estaven aturades (18 homes i 25 dones). De les 198 persones inactives 53 estaven jubilades, 61 estaven estudiant i 84 estaven classificades com a «altres inactius».

### Ingressos
El 2009 a Saint-Georges-Motel hi havia 322 unitats fiscals que integraven 903,5 persones, la mediana anual d'ingressos fiscals per persona era de 20.266 €.

### Activitats econòmiques
Dels 23 establiments que hi havia el 2007, 8 eren d'empreses de construcció, 3 d'empreses de comerç i reparació d'automòbils, 4 d'empreses de transport, 1 d'una empresa d'hostatgeria i restauració, 1 d'una empresa d'informació i comunicació, 1 d'una empresa immobiliària, 3 d'empreses de serveis i 2 d'empreses classificades com a «altres activitats de serveis».
Dels 10 establiments de servei als particulars que hi havia el 2009, 1 era una oficina de correu, 3 paletes, 2 guixaires pintors, 2 fusteries, 1 lampisteria i 1 saló de bellesa.
L'any 2000 a Saint-Georges-Motel hi havia 4 explotacions agrícoles.

## Equipaments sanitaris i escolars
El 2009 hi havia una escola elemental.

## Poblacions més properes
El següent diagrama mostra les poblacions més properes.